# Brennan Morris
Brennan Morris (Albany (New York), 2 november 1990) is een Amerikaanse voormalig zwemmer die gespecialiseerd was in de middellange en lange afstanden.

## Carrière
Tijdens de Amerikaanse nationale kampioenschappen in 2009 werd hij tweede op de 1500 meter vrije slag. Omdat die kampioenschappen ook dienstdeden als selectiewedstrijden voor de wereldkampioenschappen zwemmen 2009 veroverde hij ook een plaatsje in het WK-team. In Rome werd Morris uitgeschakeld in de series van de 1500 meter vrije slag.

## Belangrijkste resultaten
| Jaar | Olympische Spelen | WK langebaan         | WK kortebaan  | PanPacs       | Pan-Ams       |
| ---- | ----------------- | -------------------- | ------------- | ------------- | ------------- |
| 2009 |                   | 15e 1500m vrije slag |               |               |               |
| 2010 |                   |                      | geen deelname | geen deelname |               |
| 2011 |                   | geen deelname        |               |               | geen deelname |
| 2012 | geen deelname     |                      | geen deelname |               |               |

## Persoonlijke records

### Langebaan
| Afstand          | Tijd     | Datum        | Plaats       |
| ---------------- | -------- | ------------ | ------------ |
| 200m vrije slag  | 1.54,21  | 12 juni 2009 | Santa Clara  |
| 400m vrije slag  | 3.56,27  | 13 juni 2009 | Santa Clara  |
| 800m vrije slag  | 8.07,48  | 11 juli 2009 | Indianapolis |
| 1500m vrije slag | 15.13,47 | 11 juli 2009 | Indianapolis |